# نهر دنبر
دِنِبْر (بالروسية: ) ويقال أيضا دِنِبْرَة (بالأكرانية: ) هو أحد أهم الأنهار في أوروبا الشرقية، ينبع النهر من مرتفعات فالادي في روسيا ثم يعبر روسيا البيضاء ومنها إلى أورانيا في مدينة دنيبروبتروفسك حيث يصب بالبحر الأسود، يبلغ طول النهر 2,290 كيلو مترا وهو رابع أطول نهر في قارة أوروبا.
(ويعد نهر دنبر طريقا مهما لنقل البضائع بما فيها الفحم الحجري والحبوب من أكرانيا والأخشاب من المناطق الشمالية، حيث أنه متصل مع نهر بوك عبر نهر موكافيتس، أحد الروافد اليمنى، من خلال قناة دنبر-بوك. تقع مدينة بينسك على أحد روافد هذا النهر.

## معرض صور

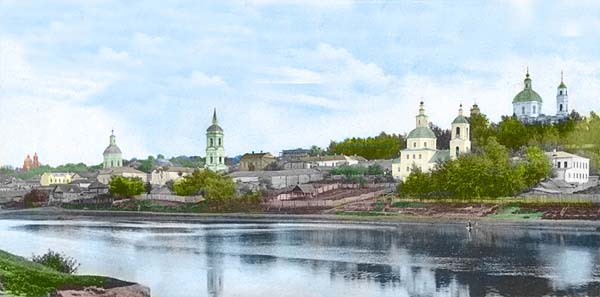
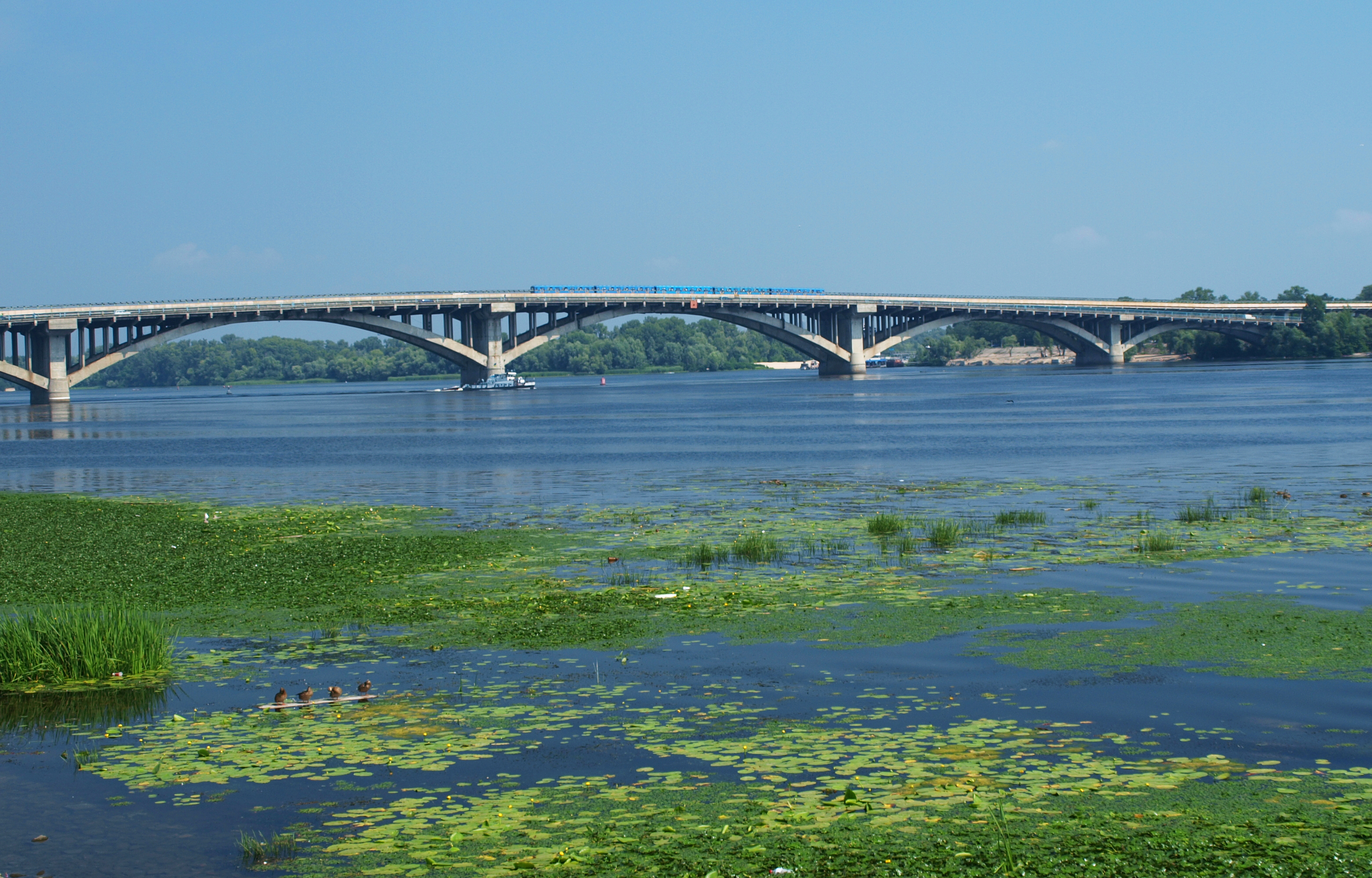
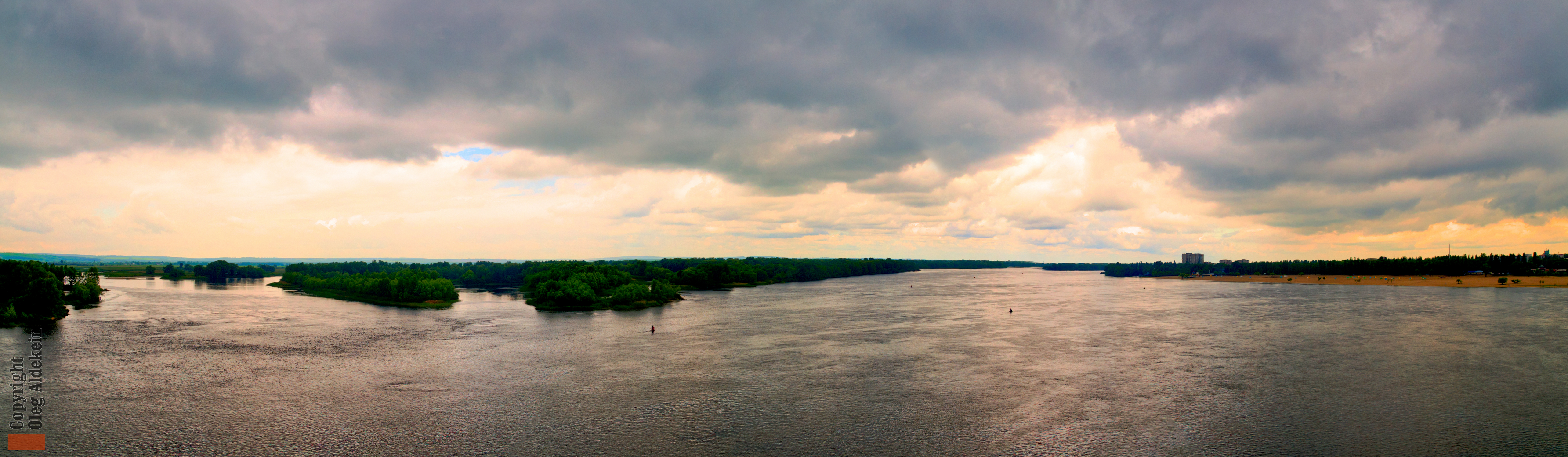

## أعلام
- سفياتوسلاف الأول
- أسباروخ